# LST-5 (戦車揚陸艦)
LST-5 (USS LST-5)は、第二次世界大戦中にアメリカ海軍及びイギリス海軍が運用したLST-1級戦車揚陸艦である。

## 艦歴
LST-5は1942年7月12日にアメリカ・ペンシルバニア州ピッツバーグのドラヴォ・コーポレーションが起工し、10月3日に進水、1943年2月22日にアメリカ海軍へ就役した。
第二次世界大戦では、LST-5はヨーロッパ戦線に従事し、1943年7月のハスキー作戦、9月のアヴァランチ作戦、そして1944年6月のノルマンディー上陸作戦などに参加した。1944年11月にLST-5は北アイルランド・ベルファストでイギリス海軍指揮下に入った。その時に艦名をHM LST-5に変更している。
第二次世界大戦終結後、アメリカ海軍のもとに戻ったLST-5は1947年8月1日に除籍され、廃棄のためシンガポールの企業に売却された。
LST-5は大戦時の功績から従軍星章3個を贈られている。